# Lewiatan (traktat filozoficzny)

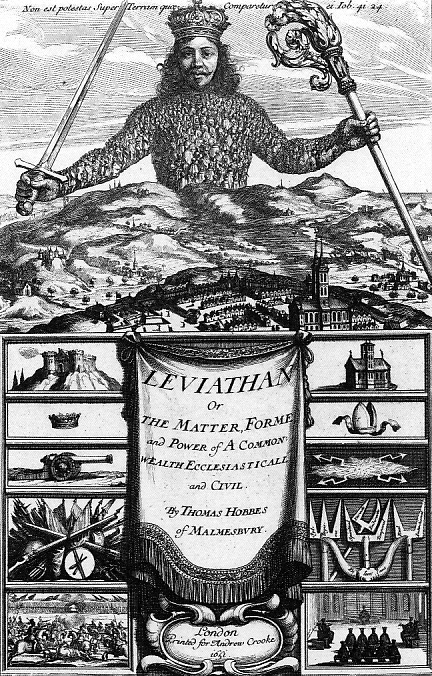
Okładka Lewiatana

Lewiatan, czyli materia, forma i władza państwa kościelnego i świeckiego, albo po prostu Lewiatan – traktat filozoficzny autorstwa  Thomasa Hobbesa opublikowany w 1651 roku.
Tytuł pochodzi od biblijnego Lewiatana. Dzieło to dotyczy struktury społeczeństwa i usankcjonowanego rządu i jest uznawana przez badaczy zajmujących się teorią państwa i prawa za jeden z najwcześniejszych i najbardziej wpływowych przykładów teorii umowy społecznej. Wydawcą był Andrew Crooke, partner w spółce Andrew Crooke and William Cooke.
Thomas Hobbes opowiada się za umową społeczną oraz władzą absolutnego suwerena. Twierdził, że chaosowi czy wojnie domowej – sytuacjom utożsamianym ze stanem natury i słynnym motto Bellum omnium contra omnes (łac. „wojna wszystkich przeciw wszystkim)” – można zapobiec tylko za pomocą silnej władzy centralnej. W ten sposób odmawia prawa do sprzeciwu w stosunku do umowy społecznej. Hobbes, w przeciwieństwie do Locke’a i Rousseau, nie dawał jednostkom prawa do sprzeciwu wobec społecznej umowy – stanowiła ona koniec ich wolności, których zrzec się miały na rzecz suwerena, czyli Lewiatana.
Dzieło podzielone jest na cztery części, z których każda traktuje o różnych aspektach hobbesowskiej teorii umowy społecznej:
- Część I: O człowieku,
- Część II: O państwie,
- Część III: O państwie chrześcijańskim,
- Część IV: O królestwie ciemności.

## Część I: O człowieku
Hobbes analizuje społeczeństwo od jego podstaw, zaczynając od "Człowieka" i "Zmysłów". Rozwija to przez szereg definicji (np. Wyobraźnia jest „niczym innym niż wrażeniem, które zanika” i jest tym samym co Pamięć). Podkreśla konieczność takiego definiowania, które wskazuje na zaksjomatyzowanie człowieczeństwa zgodnie z metodą geometryczną. Definiuje różne namiętności: 
np. Cokolwiek zaś jest przedmiotem jakiegoś apetytu czy pożądania, to człowiek nazywa to swoim dobrem. Przedmiot zaś wstrętu czy awersji nazywa złem; co zaś jest przedmiotem jego wzgardy, to nazywa nikczemnym i niegodnym uwagi. Te bowiem wyrazy: dobry, zły, godny wzgardy, są zawsze używane z uwzględnieniem osoby, która się nimi posługuje. Nie ma bowiem rzeczy, która by po prostu i bezwzględnie była dobra, zła, czy godna wzgardy; i nie ma żadnej reguły powszechnej dobra i zła, którą by można było wziąć z natury samych rzeczy...
Dalej następuje cały szereg takich definicji. 
Rozdział XIII jest wykładem o "Naturalnym Stanie Człowieczeństwa, jak to się tyczy ich Szczęścia i Niedoli" i zawiera znany cytat opisujący życie w stanie wojny każdego z każdym:
życie człowieka jest samotne, biedne, bez słońca, zwierzęce i krótkie
Hobbes odkrywa trzy podstawowe przyczyny konfliktu w tym stanie natury: 
- rywalizację – (ludzie dokonują napadów dla zysku),
- brak poczucia bezpieczeństwa – (ludzie czynią to dla swego bezpieczeństwa),
- chwałę – (ludzie czynią to dla swej sławy).

Jego zdaniem pierwszym prawem natury jest to, że każdy człowiek stara się utrzymać pokój, jak dalece tylko ma nadzieję go osiągnąć, a gdy go osiągnąć nie może, wolno mu szukać wszelkich środków i rzeczy dlań korzystnych w wojnie i ich używać. W stanie natury każdy człowiek ma uprawnienie do każdej rzeczy, nawet do ciała drugiego człowieka. Lecz drugie prawo jest takie, że po to, aby zapewnić korzyści płynące z pokoju, „człowiek winien być gotów, jeśli inni ludzie są gotowi, zrezygnować z tego uprawnienia do wszelkich rzeczy, jak dalece będzie to uważał za konieczne dla pokoju i dla obrony własnej; i winien zadowolić się taką miarą wolności w stosunku do innych ludzi, jaką gotów jest przyznać innym ludziom w stosunku do samego siebie.” To jest początek umów/przymierzy; przestrzeganie ich jest trzecim prawem natury. Bezprawie jest więc niedopełnieniem umowy społecznej; wszystko inne jest sprawiedliwe.

## Część II: O państwie
Przyczyna państwa jest podana na początku Drugiej Części traktatu: Ostateczną przyczyną, celem czy zamiarem ludzi (którzy z natury rzeczy miłują wolność i władzę nad innymi), gdy nakładają na siebie ograniczenia (którym jak widzimy podlegają w państwie), są widoki na zachowanie własnej osoby i na bardziej szczęśliwe dzięki temu życie. To znaczy widoki na to, że wydobędą się z nędznego stanu wojny, która jest nieuniknioną konsekwencją, jak zostało pokazane, przyrodzonych uczuć i namiętności ludzi tam gdzie nie ma widzialnej mocy, która by ich trzymała w strachu i obawą kary zmuszała do dopełniania zawartych ugód...
Suweren posiada dwanaście zasadniczych praw:
- poddani nie mogą zmienić formy rządów,
- władza zwierzchnia nie może postradać swej mocy,
- żaden człowiek, nie popełniając bezprawia, nie może przeciwstawiać się ustanowieniu suwerena ogłoszonemu przez większość,
- działań suwerena nie może poddany słusznie oskarżyć,
- cokolwiek uczyni suweren, tego jego poddany nie może ukarać,
- suweren decyduje o tym, co jest niezbędne do zachowania pokoju i obrony jego poddanych i decyduje o tym, czego należy nauczać poddanych,
- uprawnienia do tworzenia reguł, na podstawie których każdy poddany może wiedzieć, co jest jego własnością, tak iż żaden inny, nie popełniając bezprawia, nie może mu jej odjąć,
- do niego należy uprawnienie do wszelkiego orzekania sądowego i rozstrzygania sporów,
- prowadzenie wojny i zawieranie pokoju, wedle tego, co uważa za najlepsze,
- uprawnienie dobierania wszelkich doradców i sług w wojnie i w pokoju,
- uprawnienia do nagradzania i karania wedle jego woli (gdzie żadne wcześniejsze prawo nie wyznacza miary),
- uprawnienie do nadawania tytułów i orderów.

Hobbes kategorycznie odrzuca ideę podziału władzy, w szczególności w formie, która później stała się trójpodziałem władzy w Konstytucji Stanów Zjednoczonych. Szóste prawo zdaje się być niepodkreślanym elementem argumentacji Hobbesa, popierającym wyraźnie cenzurę prasy i restrykcje co do wolności słowa, jeśli uznane byłyby za wskazane dla utrzymania porządku.

### Typy państwa
Są trzy rodzaje władzy (monarchia, arystokracja i demokracja):
Różnice między państwami polegają na tym, że różny bywa suweren, czyli osoba reprezentująca wszystkich i każdego spośród masy ludzkiej. Że zaś tę władzę suwerenną ma bądź jeden człowiek, bądź zgromadzenie większej ilości ludzi; i że do takiego zgromadzenia ma uprawnienie wchodzić albo każdy człowiek, albo nie każdy, lecz tylko pewni wyróżnieni spośród reszty, przeto jest jasne, że mogą być tylko trzy rodzaje państwa. Reprezentacją bowiem musi z konieczności rzeczy być bądź zgromadzenie wszystkich ludzi, bądź tylko ich części. Gdy reprezentacją jest jeden człowiek, to państwo jest monarchią; gdy zgromadzenie wszystkich, którzy się zbiorą, to jest to demokracja albo państwo ludowe; gdy zaś jest zgromadzenie tylko części wówczas państwo nazywa się arystokracją.
I tylko trzy:
„Innych rodzajów państwa być nie może, albowiem suwerenną w całości musi być albo jeden człowiek, albo pewna liczba ludzi, albo wszyscy (wykazałem już powyżej, że władza suwerenna jest niepodzielna). W dziełach historycznych i traktujących o polityce są inne nazwy rządów, takie jak tyrania i oligarchia. Ale nie są to nazwy innych form rządu, lecz tylko nazwy tych samych form, gdy się nie podobają. Ci bowiem, którzy są niezadowoleni z monarchii, nazywają ją tyranią; ci którym się nie podoba arystokracja, nazywają ją oligarchią. Podobnie również ci, którzy są niezadowoleni z demokracji, nazywają ją anarchią (to znaczy brakiem rządu). A przecież, jak myślę, żaden człowiek nie wierzy, iżby brak rządu był jakimś nowym rodzajem rządu; i z tej samej racji nie powinni ludzie wierzyć, iżby rząd był jednego rodzaju, gdy im się podoba lub gdy są uciskani przez władców.”
Monarchia jest najlepsza ze względów praktycznych:
Różnica między tymi trzema rodzajami państwa polega nie na różnej władzy, lecz na tym, że różna jest w różnych rodzajach państwa możliwość czy zdolność zapewniania pokoju i bezpieczeństwa dla ludu, dla którego to celu państwa zostały ustanowione. Porównując monarchię z dwoma innymi rodzajami państwa, możemy zauważyć co następuje. Po pierwsze, że kto reprezentuje osobę narodu albo kto jest członkiem tego zgromadzenia, które ją reprezentuje, ten reprezentuje również swoją osobę fizyczną. I chociażby jako członek osoby politycznej troszczył się on o zabezpieczenie interesu wspólnego, to przecież bardziej albo nie mniej troszczy się o to, by zabezpieczyć dobro własne, swej rodziny, krewnych i przyjaciół. I w większości wypadków, jeżeli interes publiczny koliduje z prywatnym, przekłada on swój interes prywatny nad publiczny – uczucia ludzkie są zazwyczaj potężniejsze niż ich rozum. A stąd wynika, że gdzie interes publiczny i prywatny są bardziej ściśle związane, tam najlepiej jest broniony interes publiczny. Otóż w monarchii interes prywatny jest tożsamy z interesem publicznym. Bogactwo, moc i dostojeństwo monarchy wypływają jedynie z bogactwa, siły i dobrej sławy jego poddanych. Żaden bowiem król nie może być bogaty, sławny ani bezpieczny, jeśli poddani są albo biedni, albo godni wzgardy, albo zbyt słabi wskutek niedostatku czy też niezgody, by podjąć wojnę z wrogami. W demokracji natomiast czy w arystokracji dobrobyt publiczny nie przyczynia się tak do osobistego powodzenia człowieka, który jest skorumpowany albo ambitny, jak w wielu wypadkach przyczynić się może perfidna rada, zdradzieckie działanie albo wojna domowa.

### Sukcesja
Prawo sukcesji zawsze leży w gestii suwerena. W demokracjach i arystokracjach sukcesja zachodzi łatwo; w monarchii jest trudniej: Największa trudność, co się tyczy uprawnienia do sukcesji, jest monarchii. I trudność ta powstaje stąd, że na pierwszy rzut oka nie jest tu jasne, kto ma wyznaczać następcę tronu; często zaś nie jest jasne, komu została oddana. W obu tych wypadkach bowiem potrzebne jest rozumowanie bardziej ścisłe niż to, do jakiego zwykle przyzwyczajony jest człowiek.
Dzieje się tak dlatego, że zazwyczaj ludzie nie przemyśleli tego dokładnie. Jednakże sukcesja zdecydowanie leży w gestii monarchy: Co się tyczy pytania, kto winien wyznaczać następcę tronu, który ma władzę suwerenną [...] to musimy zważyć, że albo ten, kto jest w posiadaniu władzy suwerennej ma uprawnienie, by decydować o sukcesji, albo też to uprawnienie znów należy do gromady ludzkiej [...] Jest więc rzeczą oczywistą, że przez samo ustanowienie monarchii decyzja o następcy tronu jest zawsze pozostawiona sądowi i woli tego kto aktualnie władzę posiada.
Lecz nie zawsze jest oczywiste kogo monarcha wyznaczył: Co zaś do pytania, kto jest tym kogo monarcha, posiadający w tej chwili władzę, wskazał jego jako sukcesora i dziedzica swej mocy.
Jednakże odpowiedź: (...) tę określają jego własne wyraźne słowa i testament albo jakieś inne znaki wiążące.
A to oznacza, że: Wyznaczają sukcesora wyraźne słowa lub testament, gdy monarcha ogłasza za swego życia, viva voce albo na piśmie, jak to ogłaszali pierwsi imperatorzy Rzymu, kto ma być ich dziedzicem.
Warto zwrócić uwagę, że (co jest dość radykalne) nie oznaczało to koniecznie krewnego:
Słowo „dziedzic” bowiem niekoniecznie oznacza samo przez się dzieci albo najbliższych krewnych danego człowieka, lecz oznacza dowolnego człowieka, którego dany człowiek wskaże w jakikolwiek sposób jako swego następcę w swych posiadłościach. Jeżeli monarcha oświadczy wyraźnie, bądź słowem, bądź na piśmie, że ten oto człowiek ma być jego dziedzicem, wówczas ten człowiek bezpośrednio po śmierci swego poprzednika wchodzi w uprawnienia monarchy.
Jednakże (powracając do realiów epoki...): Gdzie natomiast brak testamentu i słów wyraźnych, należy iść za innymi znakami woli, z których jednym jest zwyczaj. Gdzie jest zwyczaj, że bezwzględnie obejmuje sukcesję najbliższy krewny, tam również najbliższy krewny ma uprawnienie do sukcesji we władzy. Gdyby bowiem wolą tego, kto przedtem posiadał władzę, było, iżby objął ją kto inny, to łatwo mógłby poświadczyć za swego życia.
Zatem faktycznie był nim syn pierworodny.

### Religia
W Lewiatanie Hobbes wyraźnie stwierdza, że suweren dysponuje takim autorytetem, aby zapewnić sobie władzę nad sprawami doktryny i wiary. Jeśli tego nie zrobi, otwiera drzwi niezgodzie. Hobbes przedstawia własną teorię religijną i stwierdza, że jest ona zależna od woli suwerena.

### Podatki
Thomas Hobbes poruszył także w "Lewiatanie" kwestię możliwości opodatkowywania przez suwerena, chociaż nie jest on tak często cytowany w teoriach ekonomicznych jak w politycznych. Uważał, że równe prawa implikują równe nakładanie podatków. Równość podatków nie zależy od równej zamożności, ale od równego długu, który każdy człowiek jest winien państwu za jego obronę i utrzymanie praworządności. Wspierał także publiczną pomoc dla tych, którzy nie są w stanie utrzymać się z własnej pracy, a która to pomoc przypuszczalnie pochodziłaby z podatków. Orędował za publicznym nawoływaniem biedoty do udziału w ruchu kolonizacyjnym, itp. by ich w ten sposób z pożytkiem zatrudnić.

## Część III: O państwie chrześcijańskim
W części trzeciej Hobbes stara się zbadać naturę państwa chrześcijańskiego. Od razu nasuwa mu się pytanie o to, którym świętym księgom należy ufać i dlaczego. Jeśliby ktokolwiek głosił prymat nadprzyrodzonego objawienia nad prawem państwowym, powstałby chaos, a temu chciał Hobbes za wszelką cenę zapobiec. Stwierdza zatem na początku, że nie możemy niezawodnie stwierdzić, czy czyjeś osobiste słowa są boskim objawieniem:
Gdy Bóg mówi do człowieka, to musi to czynić albo bezpośrednio, albo za pośrednictwem innego człowieka, do którego przedtem przemawiał bezpośrednio. Jak przemawia Bóg bezpośrednio do człowieka, to zupełnie dobrze rozumieć mogą ci, do których tak mówił; jak natomiast mają to zrozumieć inni, to trudno wiedzieć, a może i zgoła niepodobna. Jeśli bowiem ktoś powiada mi, że Bóg przemawiał do niego w sposób nadprzyrodzony i bezpośrednio, a ja powątpiewam o tym, to niełatwo mi przedstawić sobie, jakie argumenty może on wysunąć, by mnie zmusić iżbym w to uwierzył.
To jest dobre, ale jeśli zostałoby zastosowane zbyt gorliwie, doprowadziłoby do odrzucenia całej Biblii. Dlatego Hobbes stwierdza, że potrzebny jest sprawdzian, a do tego sprawdzianu dochodzi po odpowiednim zbadaniu świętych ksiąg: Tak więc oczywiste jest nauczanie religii, którą Bóg ustanowił, i dokonanie cudu w danej chwili, wzięte łącznie, były jedynymi oznakami, które wedle Pisma dowodzą, że ktoś jest prawdziwym prorokiem.
A jako, „że cuda dziać się przestają” znaczy, że można ufać tylko księgom biblijnym. Hobbes omawia różne księgi, które są przyjmowane przez różne sekty, a „zagadnieniem wielce dyskutowanym wśród różnych sekt religii chrześcijańskiej jest to, skąd Pismo Święte czerpie autorytet.” Dla Hobbesa „jest też jasne, że wiedzieć iż pismo jest słowem bożym, mogą tylko ci, którym sam Bóg objawił to w sposób nadprzyrodzony (choć wierzą w to wszyscy możliwi chrześcijanie).” A „pytaniem więc, prawidłowo postawionym, jest: mocą czyjej władzy Pismo stało się prawem?”
Nie jest zaskakujące, że Hobbes dochodzi do wniosku, iż nie ma sposobu ustalenia tego inaczej jak przez władzę państwową: „Komu więc Bóg nie objawił na drodze nadprzyrodzonej, że ci, którzy je ogłosili, byli przez Boga posłani, ten nie jest obowiązany dawać mu posłuchu na innej podstawie niż autorytet władczy tego, czyje rozkazy mają już moc praw.”
Autor omawia dziesięć przykazań i zastanawia się „kto nadał tym zapisanym tablicom wiążącą moc praw. Nie ma wątpliwości, że sam Bóg uczynił je prawem: lecz dlatego, że prawo samo z siebie nie zobowiązuje, nie jest też prawem dla nikogo poza tymi, którzy uznają je za akt suwerena, bo w jaki sposób lud Izraela mógł być zobowiązany do posłuszeństwa wobec praw, które Mojżesz im wygłosił, skoro było im zakazane podchodzić do góry, by usłyszeć co Bóg mówił do Mojżesza?” i dochodzi do wniosku tak jak wcześniej, iż „zapewnienie Pismu statusu prawa należało do władzy państwowej.”
Na końcu mówi: „A teraz rozważymy, jakie funkcje w kościele mają te osoby, które są suwerenami państwowymi i przyjęły wiarę chrześcijańską?” Na co odpowiedzią jest: 
„Suwerenowie nosili miano pasterzy ludu, jako że tam żaden poddany nie mógł pouczać ludu inaczej niż za pozwoleniem i z mocy suwerena.”
W tej właśnie trzeciej części zawarte jest dużo wiedzy biblijnej. Wszak jeśli zaakceptujemy pierwszy warunek Hobbesa (o tym, że nikt nie może być pewny co do czyjegokolwiek objawienia) jego wniosek (władza religijna podlega państwowej) wynika z jego logiki. Bardzo rozbudowane wywody w tym rozdziale były prawdopodobnie w swoim czasie konieczne. Potrzeba (jak widział to Hobbes), by suweren państwowy był nadrzędny wynikała się z faktu, że w czasie wojny domowej w Anglii pojawiło się wiele sekt oraz z chęci odparcia pretensji papieża, którym to Hobbes poświęca obszerny dział.

## Część IV: O królestwie ciemności
Hobbes nazwał czwartą część swojego traktatu O królestwie ciemności. Nie ma tu na myśli piekła (nie wierzył on ani w piekło, ani w czyściec), ale ciemność ignorancji będącej w opozycji do światła prawdziwej wiedzy. Interpretacja Hobbesa jest w dużym stopniu nieortodoksyjna, a więc większość z tej ciemności bierze się z błędnego rozumienia Pisma Świętego. „Gdy wziąć pod uwagę, że królestwo ciemności [...] jest niczym innym niż sprzymierzeniem oszustów, którzy iżby zdobyć się na panowanie nad ludźmi w tym świecie obecnym, starają się naukami ciemnymi i błędnymi zgasić w ludziach światło Ewangelii.”
Hobbes wylicza cztery przyczyny tej ciemności. Pierwsza pochodzi od wygaszenia światła Pisma Świętego przez jego mylną interpretację. Hobbes widzi główne nadużycie w kościele, który twierdzi, że królestwo Boże znajduje się w nim, w ten sposób podminowując autorytet suwerena państwowego. Innym głównym nadużyciem wobec Pisma, jego zdaniem, jest przemienienie konsekracji w gusła, czy niedorzeczne rytuały.
Drugą przyczyną są demony, przedstawiane w dziełach pogańskich poetów, które są tylko wytworami umysłu. Hobbes następnie krytykuje wiele praktyk przyjętych w katolicyzmie: „Co się zaś tyczy czci dla świętych, dla obrazów i relikwii oraz innych rzeczy, jaką dziś oddaje się w Kościele rzymskim, to ja twierdzę, że do tego nie daje podstawy słowo boże.”
Trzecia polega na wymieszaniu z Pismem Świętym różnorodnych pozostałości po religii oraz próżnej i błędnej filozofii Greków, w szczególności Arystotelesa. Hobbes nie poświęca wiele uwagi wszelakim spierającym się wzajemnie szkołom filozoficznym i sprzeciwia się temu, co ludzie zaczerpnęli z Polityki Arystotelesa: „Z Arystotelesowskiej filozofii państwa szkoły nauczyły się nazywać wszystkie inne rodzaje państwa poza państwem ludowym (takim, jakim na owe czasy było państwo ateńskie) tyranią.” Na końcu przychodzi ciekawy rozdział (ciemność jest przyciszaniem prawdziwej wiedzy jak też i wprowadzaniem fałszów), który zdawałby się dotyczyć odkryć Galileusza. „Nasze własne podróże czynią to jasnym, że istnieją antypody i wszyscy uczeni w naukach to już uznają.” (tj. fakt, że ziemia jest kulista) „Niemniej ludzie [..] zostali ukarani za to przez władzę kościelną. Ale dlaczego? Czy to dlatego, że takie poglądy sprzeczne są z religią ustanowioną? To być nie może, jeśli są prawdziwe.” Jednak Hobbes nie widzi przeciwwskazań, by tłumić prawdę tam, gdzie to konieczne: jeśli „te poglądy prowadzą do zamieszania w rządach, jako że popierają rebelię, czy bunt? Niechaj w takim razie zakaże ich, a ukarze nauczycieli mocą swej władzy ten, komu powierzona jest troska o spokój publiczny” – lecz tylko przez władzę państwową.
Czwarta przyczyna polega na mieszaniu. tych błędnych lub niepewnych tradycji i zmyślonych i niepewnym opowieści.
Hobbes kończy dochodząc do tego, kto zyskuje na tych błędach, które zdiagnozował:
Cyceron z szacunkiem wspomina o jednym z Kasjuszów, surowym sędzi rzymskim, z tej racji, iż miał on zwyczaj w sprawach karnych, gdy zeznanie świadków nie było wystarczające, pytać oskarżycieli: cui bono, to znaczy jaka korzyść, zaszczyt czy inne zadowolenie osiągnął czy spodziewał się osiągnąć oskarżony przez swój czyn. Ze wszystkich bowiem domysłów żaden tak oczywiście nie wskazuje na sprawcę jak korzyść wynikająca z działania.
Hobbes dochodzi do wniosku, że tymi beneficjantami są kościoły i kler.